# .dz
.dz là tên miền Internet cấp cao nhất dành cho Quốc gia (ccTLD) của Algerie. Được quản lý bởi Trung tâm Internet và Mạng.DZ, một phân nhánh của CERIST (Centre de Recherche sur l'Information Scientifique et Technique). Để đăng ký cho tên miền.dz, bạn phải là một tổ chức với đại diện đóng đại Algerie, và chọn một cái tên từ ba chữ trở lên. Hiện nay, NIC.DZ thu phí 1000 dinar Algerie một năm (khoảng 14 USD).
Hai ký tự mã Quốc gia DZ được lấy từ Dzayer, tên nước Algerie do người địa phương gọi.

## Tên miền cấp 2
Đăng ký cho phép trực tiếp ở tên miền cấp, hoặc ở tên miền cấp 3 dưới những tên sau:
- .com.dz: công ty thương mại
- .org.dz: tổ chức
- .net.dz: ISP
- .gov.dz: chính phủ
- .edu.dz: cơ sở học thuật và giáo dục
- .asso.dz: hội liên hiệp
- .pol.dz: cơ quan chính trị
- .art.dz: văn hóa và nghệ thuật